# Rayo OKC
Rayo Oklahoma City, mais conhecido com Rayo OKC, foi um clube de futebol da cidade de Yukon, Oklahoma, Estados Unidos. Disputava a North American Soccer League. O clube era uma filial do Rayo Vallecano.

## História
Em 10 de novembro de 2015 foi anunciado que o time da NASL de Oklahoma City que já havia sido anunciado seria uma filial do time espanhol Rayo Vallecano. O clube teve sua estreia em 2016, se classificando para as semifinais do torneio.
No dia 1 de dezembro de 2016, após o fim da temporada de 2016 da NASL, o clube dispensou todos os jogadores. Em janeiro foi anunciado que o cube não voltaria para a temporada de 2017, dissolvendo assim o clube.

## Estatísticas

### Participações
|  | Participações em 2018 |

| Competição     | Competição               | Temporadas | Melhor campanha      | Estreia | Última | P | R |
| Estados Unidos | Lamar Hunt U.S. Open Cup | 1          | Terceira Fase (2016) | 2016    | 2016   |   | – |